# Cochirapha
Cochirapha is een geslacht van hooiwagens uit de familie Zalmoxioidae.
De wetenschappelijke naam Cochirapha is voor het eerst geldig gepubliceerd door Roewer in 1949. 

## Soorten
Cochirapha is monotypisch en omvat slechts de volgende soort:
- Cochirapha rugipes